# Chaînon Schell Creek
Le chaînon Schell Creek, en anglais Schell Creek Range, est la plus longue chaîne de montagne du Nevada, aux États-Unis, avec 210 km de long. Son point culminant est le pic North Schell (3 622 m). Elle s'étend dans le comté de White Pine et comprend une dizaine de sommets dont l'altitude dépasse les 3 100 mètres.